# Ян Ржига
Ян Ржига (чеськ. Jan Říha, 11 січня 1915, Пісек — 18 грудня 1995) — чехословацький футболіст, що грав на позиції нападника.
Виступав, зокрема, за клуб «Спарта» (Прага), а також національну збірну Чехословаччини.
П'ятиразовий чемпіон Чехословаччини. 

## Клубна кар'єра
У дорослому футболі дебютував 1932 року виступами за команду клубу «Пісек» з рідного міста, в якій провів п'ять сезонів. 
1937 року перейшов до клубу «Спарта» (Прага), за який відіграв решту своєї кар'єри, що тривала до 1950 року. За цей час п'ять разів виборював титул чемпіона Чехословаччини.
Помер 18 грудня 1995 року на 81-му році життя.

## Виступи за збірну
1937 року дебютував в офіційних матчах у складі національної збірної Чехословаччини. Протягом кар'єри у національній команді, яка тривала до 1948 року, провів у формі головної команди країни 25 матчів, забивши 9 голів.
У складі збірної був учасником чемпіонату світу 1938 року. На турнірі, що проходив у Франції, взяв участь у двох матчах — у грі першого етапу проти збірної Нідерландів (перемога 3:0 у додатковий час), а також у першій чвертьфінальній грі проти бразильців, яка завершилися унічию 1:1. У матчі-переграванні чвертфіналу проти Бразилії участі не брав, а чехословаки його програли 1:2, завершивши змагання на цій стадії.

## Титули і досягнення
- Чемпіон Чехословаччини (5):

«Спарта» (Прага): 1937-1938, 1938-1939, 1943-1944, 1945-1946, 1947-1948